# Rinofima

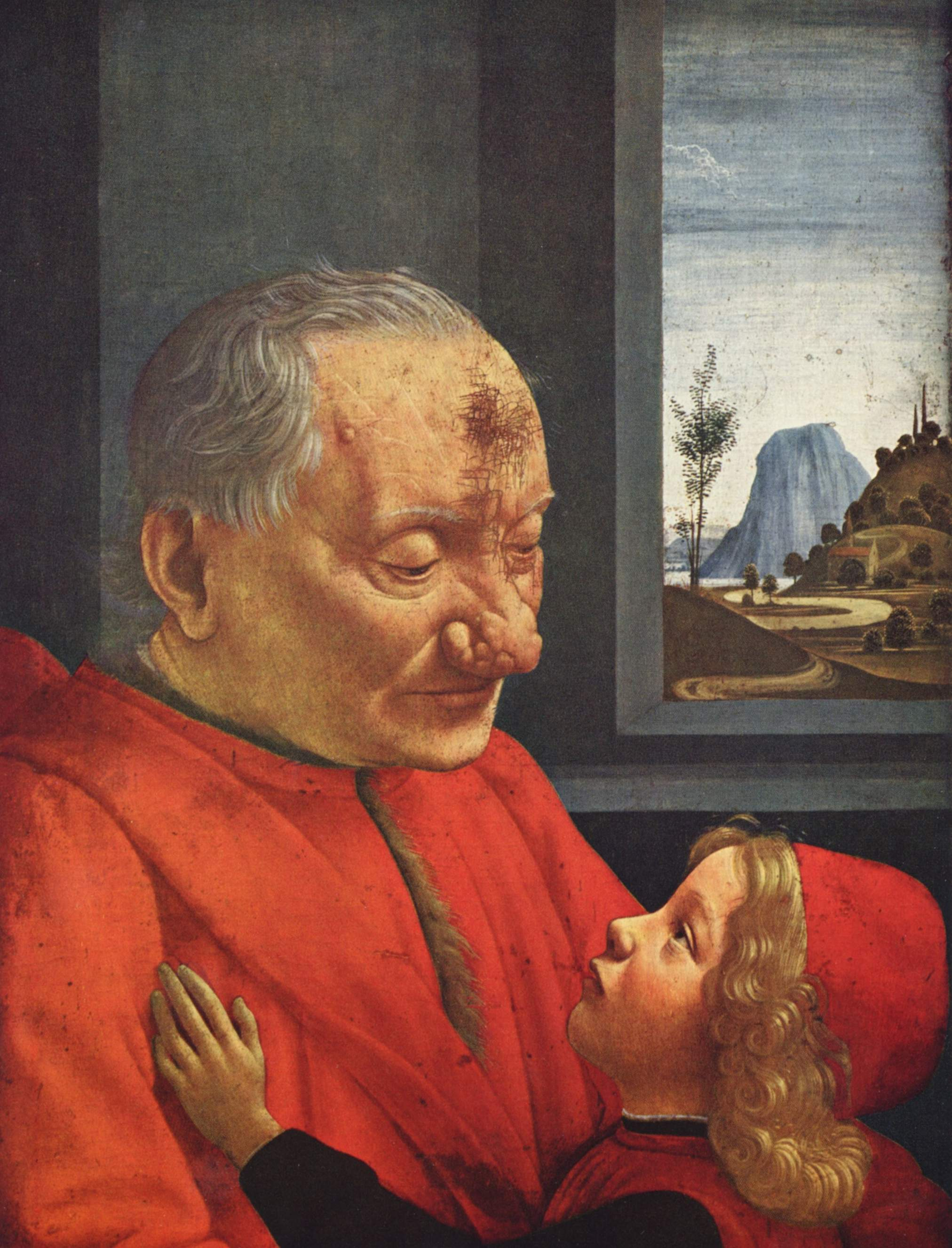
Velho com seu neto, de Domenico Ghirlandaio

Rinofima é o termo que descreve uma afecção do nariz que se caracteriza por um aspecto inchado, bulboso e grosseiro, causado por uma infiltração granulomatosa originada pela progressão da acne rosácea (doença) .
Atribui-se equivocadamente ao alcoolismo a sua causa, embora não haja dúvida de que contribua com seu agravamento. Seu nome é calcado a partir dos termos gregos rhis ('nariz') e phyma ('crescimento'). O diagnóstico do rinofima dispensa exames laboratoriais, mas frequentemente recorre-se a biópsias.
O rinofima progride de forma lenta devido à hipertrofia das glândulas sebáceas da extremidade do nariz que costuma ocorrer nos casos de  acne rosácea não-tratados; não é porém uma neoplasia. Apresenta-se como uma massa rosada lobulada sobre o nariz, com dilatação vascular superficial, e ocorre mais frequentemente em homens após a meia-idade. Os pacientes costumam procurar conselho médico devido à aparência repulsiva, ou à obstrução das vias respiratórias ou da visão. O tratamento consiste na excisão do tecido com bisturi ou com laser de dióxido de carbono para recuperação do epitélio. Em casos mais graves o tecido é completamente removido e a região é submetida a um implante de pele.